# 流体包有物
流体包有物（りゅうたいほうゆうぶつ、英語 fluid inclusion）とは、鉱物結晶中に捕獲された流体のことである。通常、流体包有物は鉱物中に存在する数μmから数mm程度の非常に狭い空間に捕獲されており、透明結晶中に流体包有物が多数存在している場合、肉眼では白っぽい濁りや曇りとして観察される。

## 特徴
身近な例としては、石英中に観察される白っぽい曇り、天然の氷の結晶中に観察される気泡などが挙げられる。流体包有物は、石英の他にも、ダイアモンド、緑柱石、コランダム、石膏、などの種々の透明鉱物、また黄鉄鉱などの不透明鉱物にも存在している。流体を閉じ込めている空間の形態は、不定形であったり、負結晶であったりする。流体包有物中に確認される流体としては、塩類を溶解している水、炭酸ガス・水蒸気などのガス成分、液体CO2、炭化水素が代表的である。またこのほかに、流体と一緒に固体が存在している場合がある（後述）。

## 流体包有物の成因による分類
流体包有物は、成因により初成包有物、二次包有物、擬二次包有物、離溶包有物等に分類される。

### 初成包有物
初成包有物とは、鉱物結晶の成長中にその成長面上において流体が捕獲されて形成されたものである。初成包有物は、その形成時点での結晶を取り囲んでいた流体（鉱液）そのものであり、鉱物・鉱床の研究上重要である。

### 二次包有物
二次包有物とは、鉱物結晶の成長が終了した後、なんらかの原因により結晶に割れ目（クラック）が生じ、この割れ目に流体が捕獲されたものである。通常このクラックは、閉塞し、癒合（ヒール）している。流体包有物はクラック面に沿って存在することになるので、結晶中に面状に分布する状態が観察される。

### 擬二次包有物
擬二次包有物は、結晶成長中に結晶に生じたクラックに捕獲された流体である。二次包有物と生成のしくみは似ているが、捕獲された流体は結晶成長中の鉱液と同等である。また流体の捕獲後も結晶は成長しているために、流体を捕獲したクラック面は結晶表面まで達していない。

### 離溶包有物
離溶包有物とは、上述の包有物とは異なり、鉱物の周りに存在した流体ではなく、鉱物中に含有されていた水が離溶して形成されたものである。例としては、玉髄中の水などが挙げられる。擬初成包有物と呼ばれる場合がある。

## 含まれる相による分類
構成流体等の内容に応じて、単相包有物、液相包有物及び気相包有物、多相包有物、含CO2包有物、炭化水素（石油）を含む包有物、等に分類される。

### 単相包有物と液相・気相包有物
構成流体が液体ただひとつである場合を「単相包有物」、気体と液体の二相であり、液体に富む場合を「液相包有物」、ガス・蒸気に富む場合を「気相包有物」と呼ぶ。

### 多相包有物
気体・液体のほかに固体を含むもののことであり、含まれる固体には、析出した塩類（NaCl、KCl、等）や赤鉄鉱、方解石などの鉱物がある。これらの鉱物には、捕獲後の流体から析出したものと、流体中の浮遊鉱物粒子が偶然に捕獲された場合があり、前者の場合を娘鉱物、後者の場合を捕獲鉱物と呼ぶ。

### 含CO2包有物
これは、流体包有物中のCO2濃度が比較的高く、CO2の存在を確認できる程度のものをいう。CO2濃度がある程度高い場合、液体CO2が現れ、流体包有物が液体（水）、液体CO2、気体からなることがある。この液体CO2は31.1℃で超臨界流体になるため、31.1℃を超える環境では液相包有物との区別が付かない。

### 炭化水素（石油）を含む包有物
炭化水素を含む包有物は、石油貯留岩の続成鉱物中などに認められる。この流体包有物は、石油資源探査の研究に利用された例がある。例外的に、肉眼的サイズの石英中にも存在する場合がある。炭化水素とガスのみからなる流体包有物がどのように石英に捕獲されるかは、まだ良くわかっていない。

## 組成分析
流体包有物は非常に小さい空間に捕獲されているため、その組成分析には微量成分の分析機器が必要となる。

### ガス成分の分析
試料を圧迫または加熱による膨張圧によって破壊することで、流体包有物中のガス成分を抽出し、分析する。分析法としては、ガスクロマトグラフィー、イオンクロマトグラフィー、質量分析がある。また、非破壊分析法としては、ラマン分光法、顕微フーリエ変換赤外分光法がある。

### 溶存成分の分析
純水中で試料を破壊し、これをイオンクロマトグラフィーで分析する方法、試料表面近くの流体包有物をEPMA分析する方法、流体包有物をレーザー加熱し蒸発成分を質量分析するレーザーアブレイション法等がある。

## マイクロサーモメトリー
流体包有物に対する各種の温度測定手法をマイクロサーモメトリーと呼ぶ。測定には加熱冷却台という機器を用いる。測定試料としては、流体包有物が内包されるように両面を研磨した薄片を用いる。

### 氷点
液相を含む流体包有物の場合、氷点を測定することで液相中の塩濃度を計算可能である。測定方法として、試料を冷却し液相を凍結後、徐々に加温し氷が消滅する温度を計測し、氷点温度を得る方法がある。液相中の成分分析ののち、塩濃度を計算することができるが、地殻流体では一般にNaClが主な塩となっているため、単純にNaCl溶液と仮定し計算することがある。なお、NaCl結晶を含む流体包有物の場合、この方法で塩濃度を求めることは実際上困難である。

### 均質化温度
二相以上の相を含む流体包有物を徐々に加熱していくと、液相が膨張もしくは蒸発し、固相が液相に溶解するなどして、流体包有物が一相となる現象が観察される。この時の温度を均質化温度と呼ぶ。流体包有物が塩類結晶を含む場合、結晶が消滅した時点の温度から、塩濃度を計算することが可能である。鉱物結晶成長中の鉱液（もしくは超臨界流体）は、一般に単相であると考えられるので、初成包有物の均質化温度は、流体包有物形成時の温度・圧力を計算する上で用いられる。